# Oldsmobile

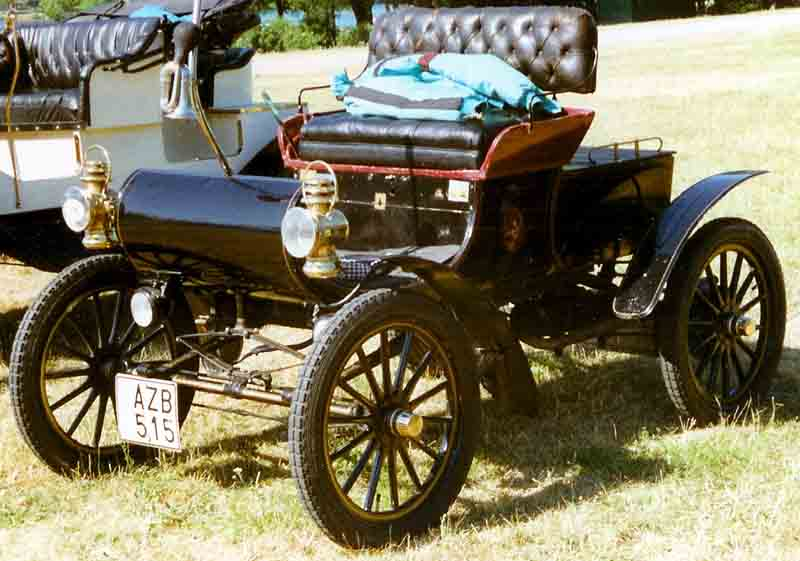
Oldsmobile Curved Dash

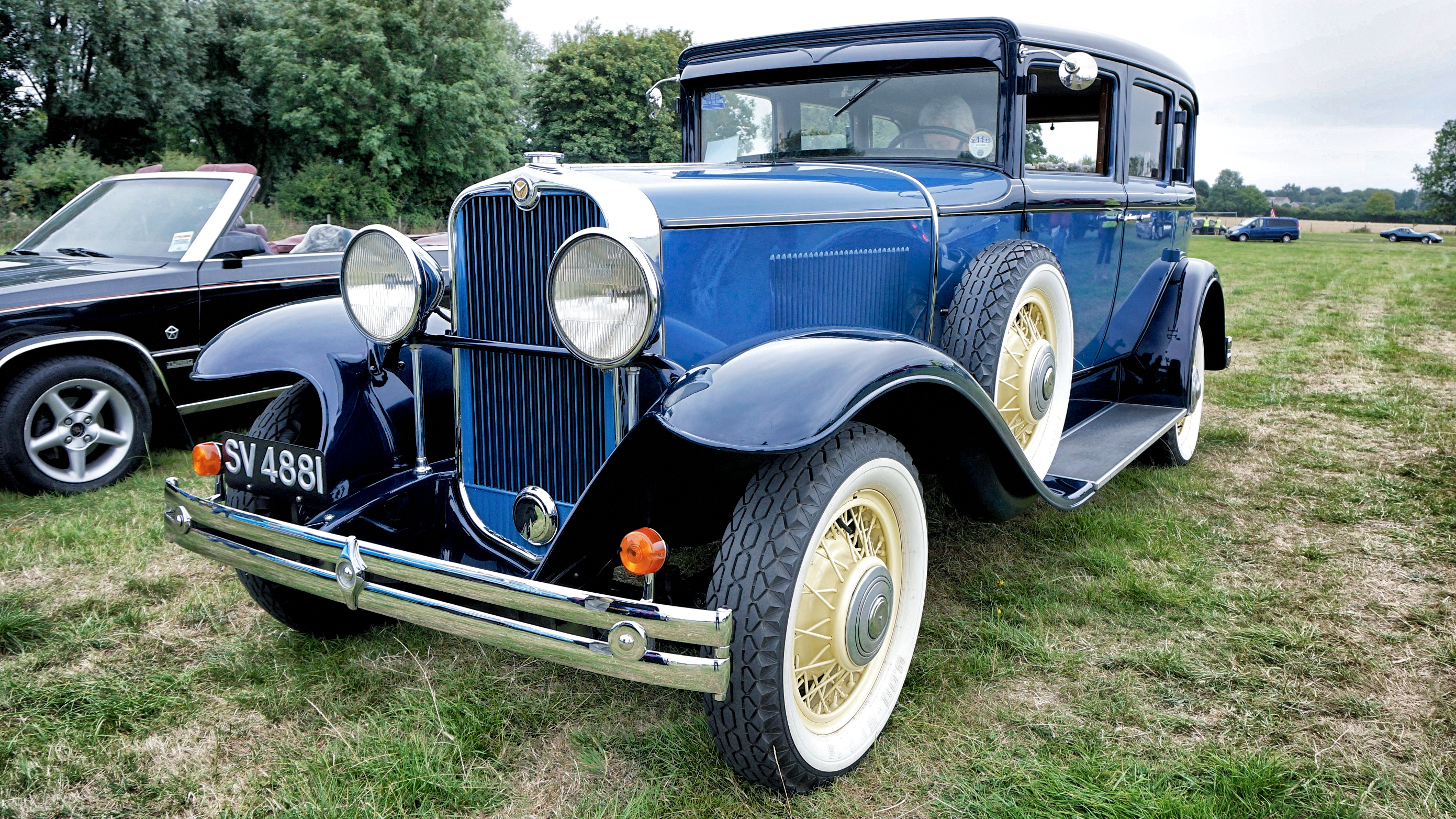
Oldsmobile Viking

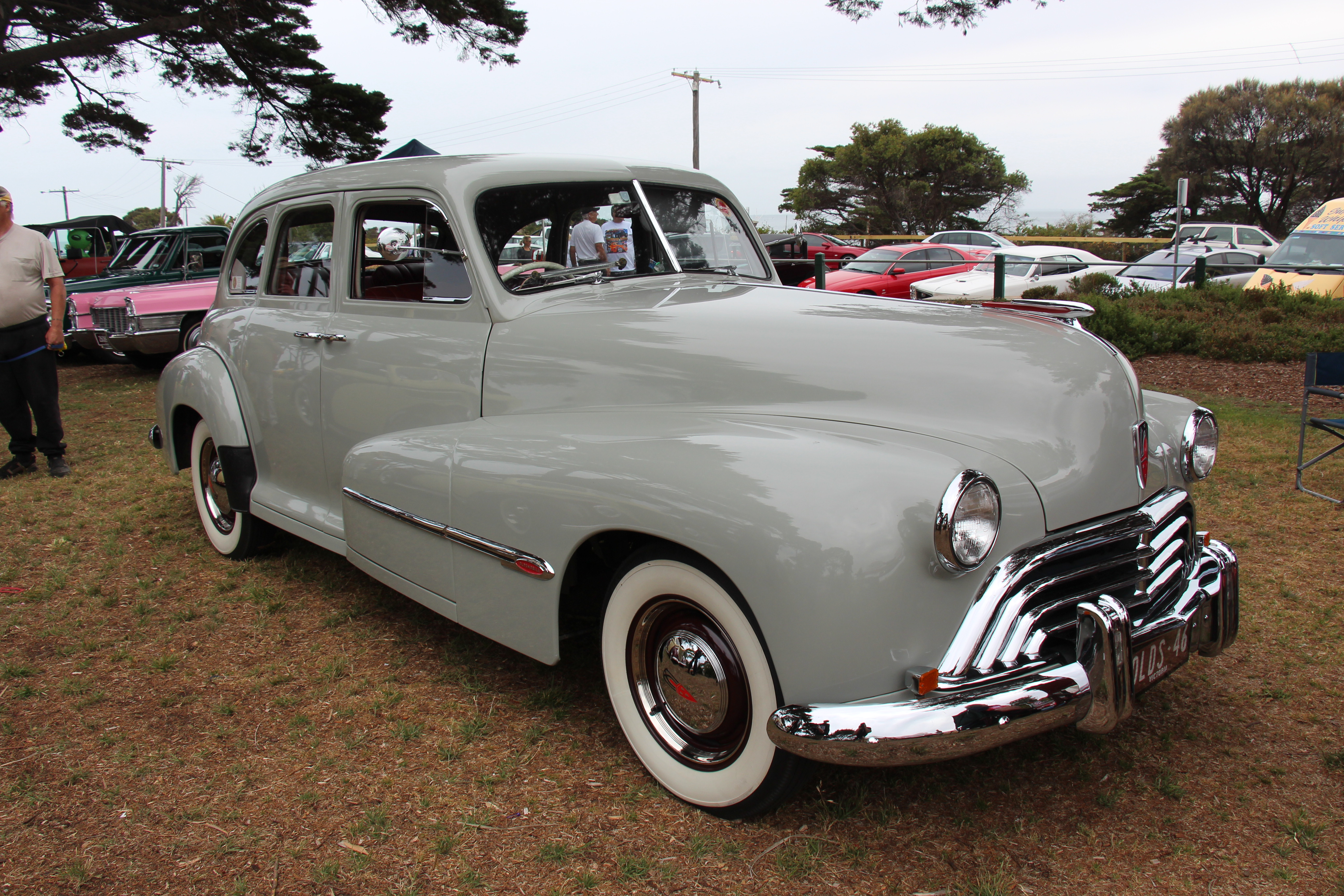
Oldsmobile Ace

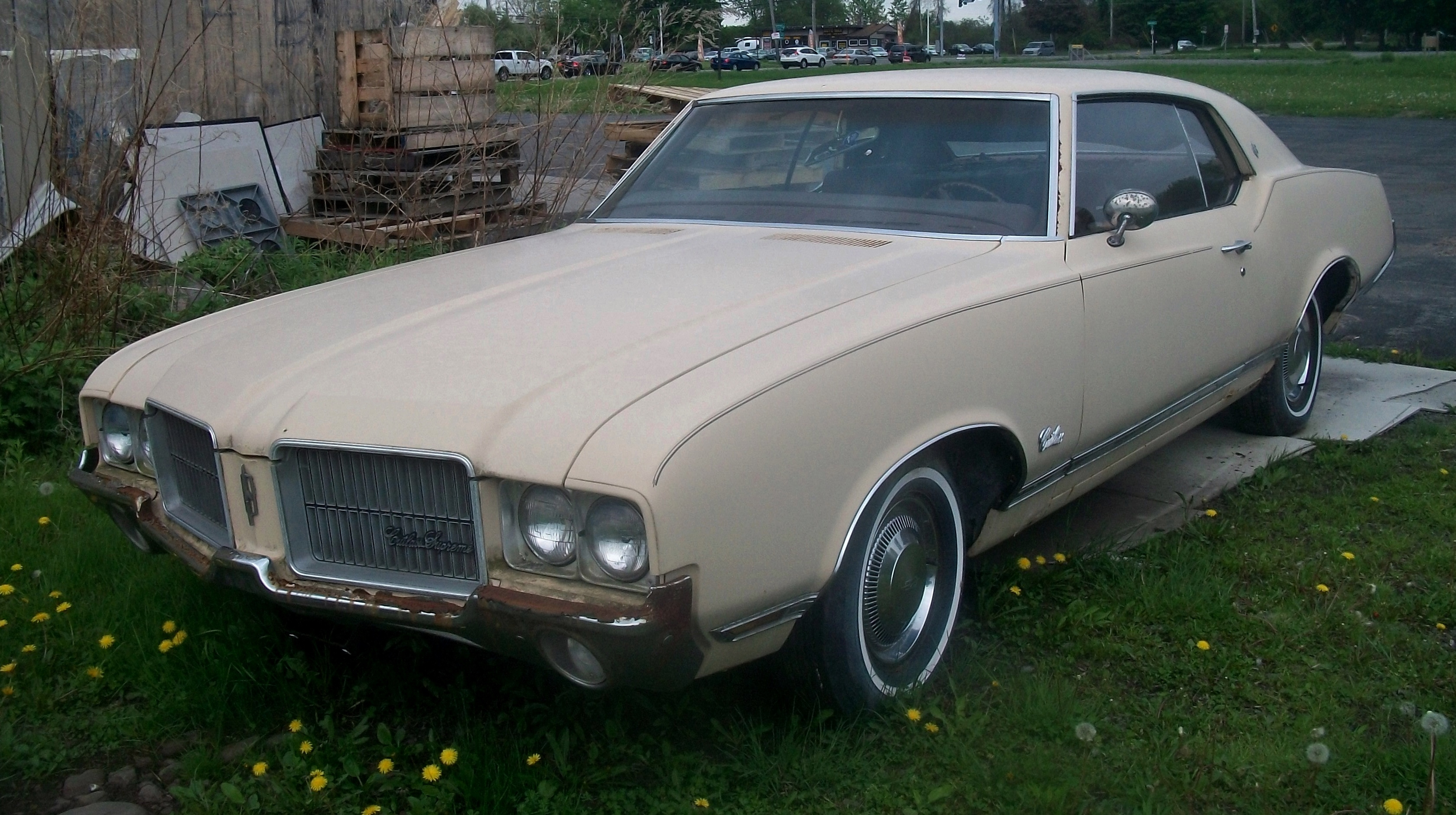
Oldsmobile Cutlass

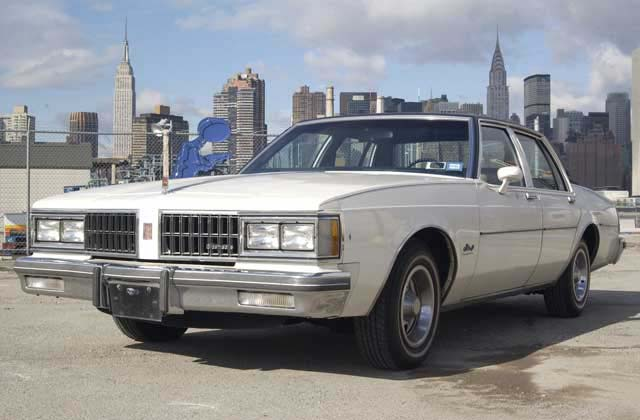
Oldsmobile Delta 88

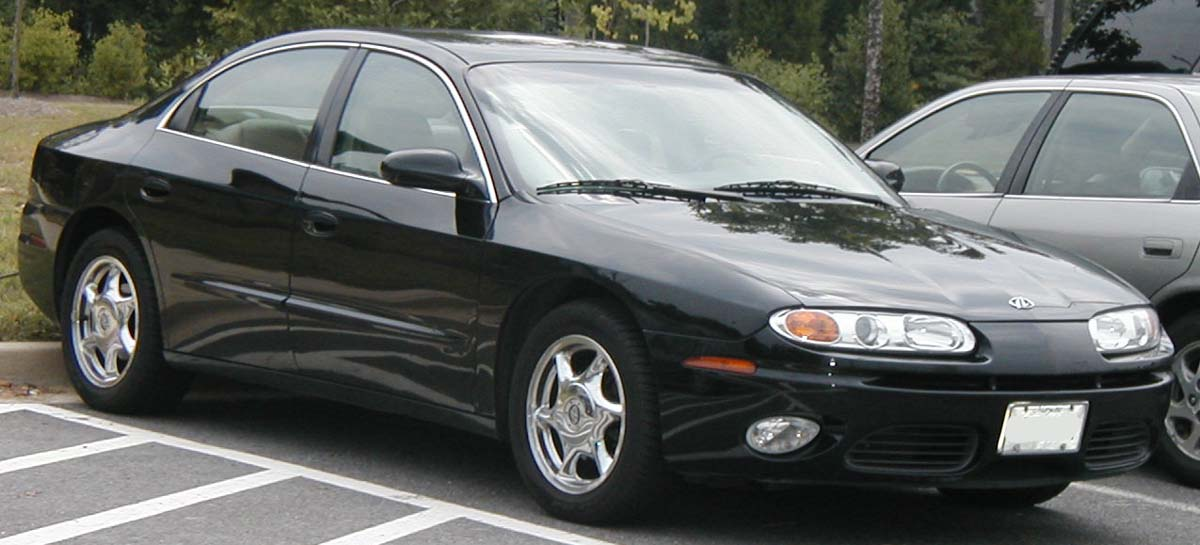
Oldsmobile Aurora

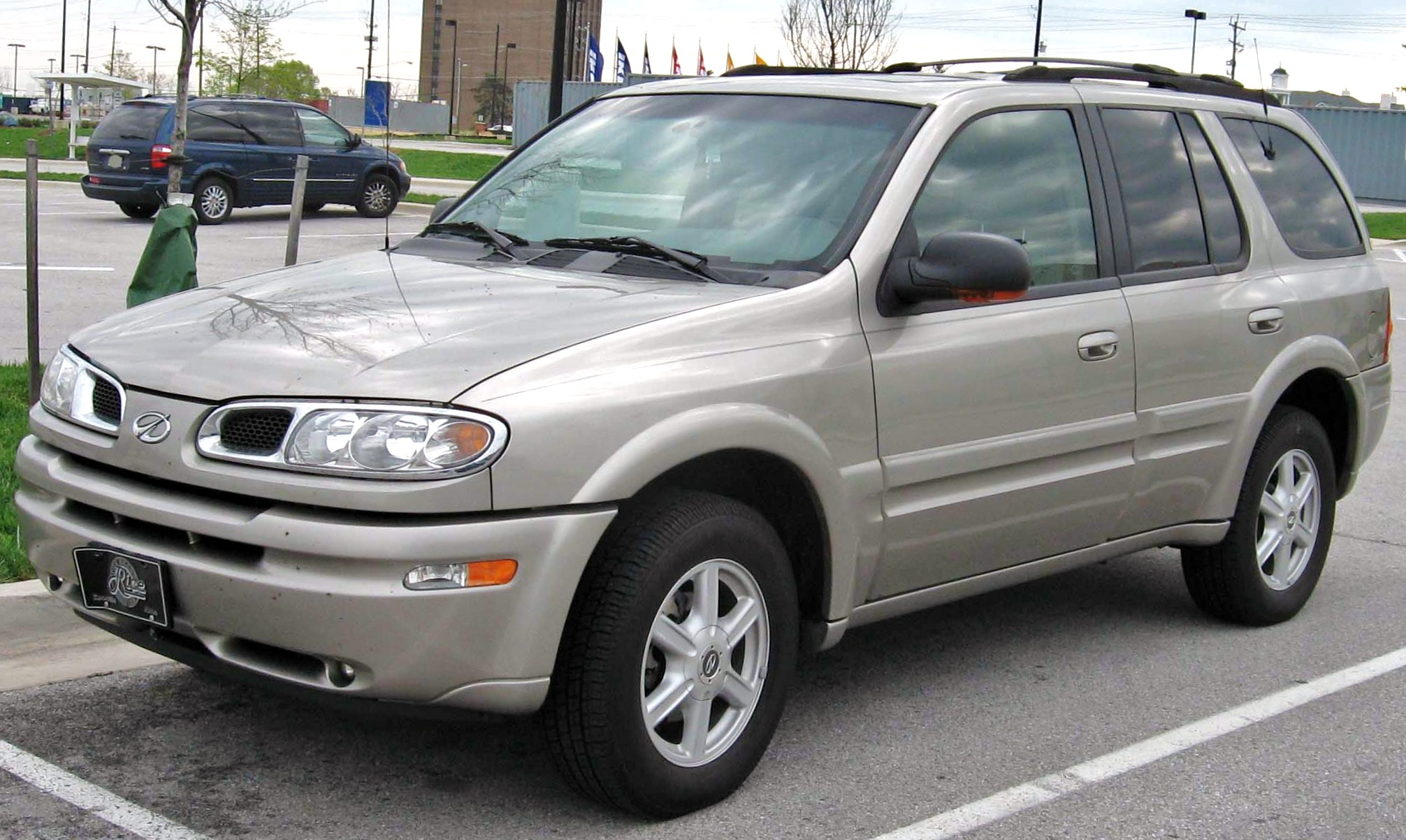
Oldsmobile Bravada

Oldsmobile – amerykański producent samochodów osobowych, z siedzibą w Lansing, działający w latach 1897–2004. Należał do amerykańskiego koncernu General Motors.

## Historia
Firmę założył Ransom E. Olds w Lansing, w stanie Michigan (USA) w 1897 roku. Zakłady Oldsa były pierwszym masowym producentem samochodów w USA.
W koncernie General Motors Oldsmobile był marką pozycjonowaną nad marką Pontiac, a poniżej Buick; od lat 60. jednak poszczególne marki koncernu konkurowały w dużym stopniu ze sobą. W 1972 roku Oldsmobil, głównie dzięki modelowi Cutlass, osiągnął trzecią pozycję pod względem sprzedaży wśród amerykańskich producentów, sprzedając ponad 762 000 samochodów, lecz później jego pozycja spadała.

### Schyłkowy okres
Z powodu złego zarządzania firma nie wypracowała jasnej strategii wizerunkowej i od lat 80. cierpiała na spadki sprzedaży. Pod koniec lat 90. wynosiła ona około 300 tysięcy samochodów rocznie, w porównaniu do ponad miliona w 1985 roku. Doprowadziło to ostatecznie do likwidacji firmy podczas kryzysu finansowego w USA.

### Kalendarium
- W 1901 roku pojawił się Oldsmobile Curved Dash. Był to pierwszy samochód montowany na taśmie produkcyjnej[5].
- W 1908 roku przedsiębiorstwo zostało częścią koncernu General Motors Corporation.
- 1940 – Oldsmobile, jako pierwszy amerykański samochód został wyposażony w automatyczną skrzynię biegów.
- W 1995 roku pojawił się Oldsmobile Aurora mający podnieść chylące się ku upadkowi przedsiębiorstwo
- w 2004 roku ostatnie auto ze znaczkiem Oldsmobile’a opuściło fabrykę GM.

## Modele samochodów

### Historyczne
- Curved Dash (1901 – 1907)
- Model 20 (1909 – 1910)
- Limited (1910 – 1912)
- Six (1913 – 1921)
- Model 30 (1923 – 1928)
- Viking (1929 – 1931)
- F-Series (1928 – 1938)
- Series 60 (1938 – 1948)
- Ace (1946 – 1948)
- Series 70 (1938 – 1950)
- DeLuxe 88 (1949 – 1953)
- Golden Rocket 88 (1957 – 1958)
- Rocket 88 (1959 – 1960)
- Super 88 (1949 – 1963)
- Jetfire (1961 – 1964)
- F-85 (1961 – 1967)
- F-85 Cutlass (1961 – 1967)
- Dynamic 88 (1957 – 1970)
- Jetstar 88 (1961 – 1970)
- Delmont 88 (1965 – 1970)
- Vista Cruiser (1964 – 1977)
- Startfire (1975 – 1980)
- Cutlass (1964 – 1981)
- Omega (1973 – 1984)
- 442 (1964 – 1987)
- Hurst/Olds (1968 – 1987)
- Firenza (1982 – 1988)
- Touring Sedan (1987 – 1990)
- Delta 88 (1965 – 1991)
- Cutlass Calais (1984 – 1991)
- Toronado (1966 – 1992)
- Custom Cruiser (1971 – 1992)
- Cutlass Supreme (1965 – 1995)
- 98 (1940 – 1996)
- Cutlass Ciera (1981 – 1996)
- Cutlass Cruiser (1984 – 1996)
- Achieva (1992 – 1997)
- 88 (1949 – 1999)
- 88 Royale (1989 – 1999)
- LSS (1991 – 1999)
- Regency (1991 – 1999)
- Cutlass (1997 – 1999)
- Intrigue (1998 – 2002)
- Aurora (1995 – 2003)
- Silhouette (1990 – 2004)
- Bravada (1991 – 2004)
- Alero (1999 – 2004)